# 第3集 (雙峰)
“第3集”，又名“Rest in Pain”，是美国懸疑电视剧《雙峰》第一季的第四集。该集由哈雷·佩頓编写，由蒂娜·瑞斯朋执导。“第3集”有该剧的常驻演员凯尔·麦克拉克伦、麥可·安特金和雷·懷斯出演，并引入了雪柔·李的第二个角色。
瑞斯朋强调该集向全剧引入了荣格的分析心理学。她还描述了麦克拉克伦饰演的戴尔·库珀角色不仅是该剧更奇异元素的坚定而又扎实的锚点；还是该剧成长叙事中的核心组成部分，是“成長小說”叙事的中心要素。
“第3集”于1990年4月26日首播，首播时有大约18%的可收看观众收看。该集收到了评论家的积极评价，其中喜剧和悲剧的结合被视为亮点，米高·菲爾饰演的艾伯特·罗森菲尔德被认为是特别成功的例子。该集还因其引人注目且不寻常的角色阵容而受到《纽约时报》的好评。

## 剧情

### 背景
华盛顿州的小镇双峰镇的平靜生活因学生劳拉·帕尔默（雪柔·李饰）的谋杀和她的同学朗内特·普拉斯基的谋杀未遂而被打破。联邦调查局特工戴尔·库珀已经来到这个城镇进行调查，最初的怀疑集中在帕尔默的男友博比·布里格斯和另一名男友詹姆斯·赫尔利身上。然而，镇上的其他居民也有他们自己的怀疑：暴力、贩毒的卡车司机利奥·约翰逊被视为可能的嫌疑人。库珀经历了一场超现实的梦境，在梦中，一个状若侏儒的男人和一个酷似劳拉的女人揭示了凶手的身份。

### 故事
库珀和奥德丽·霍恩一起共进早餐，他意识到是她之前在他的酒店房门下塞了一张纸条；纸条提到了“独眼杰克”，这是一家位于加拿大和美国边境上的妓院。她离开后，库珀与治安官哈里·S·杜鲁门讨论了他的梦境，认为这是用密碼传达的事实真相。
库珀的同事艾伯特·罗森菲尔德希望对劳拉的尸体进行进一步的尸检，但那天尸体将要举行葬礼。随着争吵变得更加激烈，杜鲁门一拳打倒了罗森菲尔德。后来，罗森菲尔德透露了他发现的情况；劳拉死前遭到捆绑，她曾沉溺于可卡因，并被鸟类抓伤。她的胃里还发现了一块无法辨识的塑料碎片。
劳拉的父亲利兰·帕尔默在家时，侄女马德琳·弗格森（雪柔·李饰）前来拜访。弗格森除了头发是黑色的，其他方面与劳拉一模一样。与此同时，库珀和杜鲁门询问约翰逊有关劳拉之死的事情，认为他说不认识她是在撒谎。后来，赫尔利迟到参加劳拉的葬礼，远远观看。布里格斯开始责骂哀悼者，指责他们明知道劳拉有问题却什么都没做。赫尔利干预，两人大打出手；利兰在下葬的时候趴在棺材上，无法控制地啜泣。
那天晚上，库珀、杜鲁门、副手霍克和埃德·赫尔利在RR小餐馆相遇。杜鲁门解释说，有人一直在往镇里走私可卡因；他怀疑镇上路屋酒吧的酒保雅克·雷诺与此有关。他还解释说，镇周围的树林似乎充满了“黑暗”，并透露有一群男人组成的秘密社团“书屋男孩”，负责监视这一切。杜鲁门和其他人将库珀带到他们的总部，在那里詹姆斯已经把雅克的弟弟伯纳德捆绑并堵住嘴。他们质问伯纳德，但他否认犯罪。
与此同时，雅克意识到他的弟弟有麻烦，打电话给约翰逊求助。约翰逊离开时，受虐待的妻子谢利在一个秘密抽屉中藏了一把枪。与此同时，锯木厂老板乔茜·帕卡德告诉情人杜鲁门，她的嫂子凯瑟琳·马特尔正在策划接管锯木厂。帕卡德知道她有两本账簿，一本是假的，一本是真的，但现在找不到马特尔藏起来的真账簿了。